# Jozef Májovský
Jozef Májovský (10. června 1920, Prešov – 16. dubna 2012, Bratislava) byl slovenský botanik a vysokoškolský pedagog.
V roce 1939 začal studovat na Filozofické fakultě Univerzity Komenského v Bratislavě, na nově zřízené Přírodovědecké fakultě absolvoval pedagogickou kombinaci přírodopis a zeměpisu.

## Působení
V roce 1950 ho František Nábělek pozval do Botanického ústavu Přírodovědecké fakulty. V roce 1956 se po smrti Jana Martina Novackého stal vedoucím Katedry botaniky a ředitelem bratislavské Botanické zahrady, v této funkci působil do roku 1961. Později byl jmenován prorektorem Univerzity Komenského pro výstavbu, na Přírodovědecké fakultě se stal studijním proděkanem.
Spolupracoval při zakládání Biologického pracoviště Univerzity Komenského v Turčianské Štiavničce, reorganizoval botanické zahrady na vědecko-výzkumné pracoviště, podílel se na založení cytotaxonomického laboratoře.

## Dílo
- Obrázková kvetena Slovenska, Obzor, 1965
- Rastliny vôd, močiarov a lúk, 1968, 1981
- Rastliny lesov I., Obzor, 1976
- Rastliny lesov II., Obzor, 1977
- Rastliny pieskov a strání, Obzor, 1977
- Karyotaxonomický prehľad flóry Slovenska, Veda, 1987